# 1968年夏季奥林匹克运动会新加坡代表团
1968年夏季奥林匹克运动会新加坡代表团是新加坡派出的1968年夏季奥林匹克运动会代表团。